# Фестиваль української культури у Польщі
Фестиваль української культури відбувається раз на кілька років у різних містах Польщі. Його було започатковано Об'єднанням українців у Польщі у 1967 році з метою популяризація української культури на теренах Польщі шляхом участі у ньому українських аматорських колективів з України та інших держав. Цей фестиваль є найбільшою культурною подією, яку проводить українська національна меншина Польщі.

## Окремі віхи

### 2011 рік
1-2 липня 2011 р. Фестиваль української культури було організовано у м. Кошалін, яке розташоване за кілька кілометрів від узбережжя Балтійського моря. Він розпочався показом сучасних українських фільмів. Також на фестивалі було представлене сучасне театральне мистецтво — Івано-Франківський академічний український обласний музично-драматичний театр ім. Франка показав виставу «Солодка Даруся» за однойменним романом Марії Матіос. Кульмінація найбільшого за масштабами українського дійства відбулася 2 липня концертом у місцевому амфітеатрі. У цей день зі сцени звучали українські мотиви різних стилів музики: фольклору, джазу, року, співаної поезії.
Учасники фестивалю:
- Оркестр Збройних сил України
- Гурт «ТіК» з м. Вінниця
- Гурт «Крапка», м. Запоріжжя
- Гурту «Майстерня пісні» з м. Львів
- Хор ОУП «Журавлі» та хор «Дударик» з м. Львів